# 默爾吉內尼鄉 (巴克烏縣)
45°43′N 25°03′E / 45.717°N 25.050°E
默爾吉內尼鄉（羅馬尼亞語：Comuna Mărgineni, Bacău），是羅馬尼亞的鄉份，位於該國東北部，由巴克烏縣負責管轄，處於布加勒斯特以北250公里，每年平均降雨量876毫米，海拔高度194米。